# Унітарно-децентралізована держава
Унітарно-децентралізована держава (лат. unitas — єдність, однорідність) — форма територіального устрою держави у якій відсутні місцеві органи виконавчої влади загальної компетенції, і на всіх субнаціональних рівнях функціонують органи місцевого самоврядування. Їх інколи називають регіональними, оскільки значна частина повноважень передана на місця.

## Ознаки
1)  Наявність територіальних утворень, наділених у законодавчо визначених межах, відповідною самостійністю у сфері правотворчої та іншої діяльності. Публічні органи управління територіальних утворень наділяються правовою автономією. Існує чіткий розподіл повноважень між центральними органами державної влади та місцевою владою адміністративно-територіальних одиниць, що наближує останніх до суб'єктів федерацій.
2)  Органи місцевого самоврядування не є агентами держави. Значний ступінь самостійності самоврядних органів дозволяє характеризувати унітарно-децентралізовану державу як таку, де територіальні громади формують самостійну форму публічної влади. Унітарно-децентралізованій державі властивий як високий ступінь демократизації державного суспільного життя, так і зрілість громадян, суспільства.
3)  У системі публічного управління обов'язково присутні органи місцевого самоврядування, які обираються членами територіальних громад на основі загального, рівного та прямого виборчого права.
4)  Ін-т місцевого самоврядування утворюється та функціонує на кожному рівні адміністративно-територіального поділу.
5)  Виборні органи місцевого самоврядування перебувають під опосередкованим контролем центральних владних структур.
У «чистому» вигляді досить важко визначити унітарно-децентралізовану державу, оскільки вони майже завжди містять елементи, які за своїм змістовним наповненням властиві унітарним державам, проте за певними наведеними ознаками до них можна віднести Велику Британію, Грецію, Данію, Іспанію, Північну Македонію, Фінляндію, Японію.